# ダイナモ
ダイナモ (dynamo) は本来は発電機の別名だが、現在では整流子を使って直流を生成する整流子発電機を意味する。初期の産業用発電に使われたのはダイナモであり、電動機、交流発電のオルタネーター、回転変流機などの電力変換装置はすべてダイナモから派生した。現在では大規模な発電は全て交流の電力を発生させており、交流から直流への変換は半導体などを使って簡単にできるため、整流子のあるダイナモはそういった用途にはほぼ使われなくなっている。
地域によっては、「発電機」と同義に使われ続けている。日本語では、特に自転車や自動車に付けられる直流の発電機や、発電式の懐中電灯・ラジオなどの発電機を指す。

## 概要
ファラデーの電磁誘導の法則に基づき、導線を巻いたコイルと磁界を使い、機械的な回転力を脈動する直流電流に変換する。ダイナモを構成する部品のうち回転しない部分を固定子と呼び、一定の磁場を提供する。一方回転する部品を電機子と呼び、その磁場の中で回転する。小さい装置であれば、その一定の磁場は1つまたは複数の永久磁石で提供される。大きい装置では電磁石で提供し、これを「磁場コイル (field coil)」などと呼ぶ。
電気めっきの代わりとして発明された。

## 歴史
世界初の発電機構はイギリスのマイケル・ファラデーが1831年に発明した「ファラデーの円盤」で、銅製の円盤を磁石の両極の間で回転させるものである。これは整流子を使っていないのでダイナモではない。導線の巻き数の調整で任意の電圧を生成できるようになり、その後の発電機の設計には必ずコイルが使われている。が、直流を生成するには整流子の発明が必要だった。初期の電気の利用法では交流の使い道も知られていなかった。

### イェドリクのダイナモ
1827年、ハンガリーのイェドリク・アーニョシュは electromagnetic self-rotors と名付けた電磁回転装置の実験を始めた。この単極電気始動機のプロトタイプでは、静止部品も回転部品も電磁石となっている。彼はジーメンスやホイートストンの約6年前にダイナモの概念を確立していたが、自分が最初に考案したものだとは思っていなかったため、特許を申請しなかった。彼のダイナモは永久磁石の代わりに互いに反発しあうように電磁石を配置して磁界を電機子の周囲に発生させる。

### ピクシーのダイナモ
ファラデーの法則に基づく最初のダイナモは1832年、フランス人技師のヒポライト・ピクシーが製作した。永久磁石をクランクで回す構成になっている。回転する磁石のN極とS極が鉄芯に巻きつけた導線のそばを通るよう配置している。ピクシーは回転磁石の極がコイルのそばを通過する時、導線に脈動する電流が生じる事を発見した。しかし、N極とS極では誘導電流の向きが逆だった。交流を直流に変換するため、ピクシーは整流子を発明した。これは軸に円筒形に2つの電極を分離した形で設置し、そこに2つのバネのような金属板を押し付けたものである。

### パチノッティのダイナモ
「ファラデーの円盤」では磁場を通る電流の経路が1つしかないため、生成する電位差が低い。イタリアの物理学教授アントニオ・パチノッティは1860年頃、2極の回転コイルを多極のトーラス形コイルに置き換えて問題を解決した。トーラス型コイルはドーナツ形の鉄の輪に連続して導線を巻きつけ、周囲の各所に整流子との接点を多く設けて、コイルの各部分が連続して磁石の側を通り、平滑な電流を生じさせる。

### ジーメンスとホイートストンのダイナモ（1867年）
最初の実用的発電機としてのダイナモは、ヴェルナー・フォン・ジーメンスとチャールズ・ホイートストンがほぼ同時期にかつそれぞれ独自に発表した。1867年1月17日、ジーメンスはベルリンアカデミーで "dynamo-electric machine"（ダイナモという用語はこのときが初出）を発表した。これは、自励式電磁電機子を使っていた。この発明が王立協会に伝えられた日に、チャールズ・ホイートストンは同様の設計の発電機についての論文を発表した。両者の違いは、ジーメンスの設計では電機子と回転子が直列に接続されていたのに対して、ホイートストンの設計では並列接続になっていたという点である。永久磁石ではなく電磁石を使うことでダイナモの発生する電力は大幅に増大し、これによって史上初の大電力発電が可能となった。これらの発明によって産業に電力が使われるようになった。例えば1870年代、ジーメンスはダイナモを電力源として電気炉を運用し、金属精製などに使った。

### グラムの環状ダイナモ
ゼノブ・グラムは1871年、世界初の商用発電所を設計中にパチノッティの設計を再発明し、その発電所はパリで1870年代に運用された。グラムは磁束の経路を改良するため静止部品と回転部品の間の隙間をなるべく狭くし、隙間を鉄芯で埋めた。グラムのダイナモは産業向けに販売できる量の電力を生成した世界初の発電機である。その後も改良は行われたが、ダイナモの基本的な構造（回転する無限ループの導線）はその後も変わっていない。

### ブラッシュのダイナモ
チャールズ・F・ブラッシュは1876年夏、馬に引かせた踏み車を動力源としたダイナモを組み立てた。アメリカ合衆国特許番号189997 "Improvement in Magneto-Electric Machines" を1877年4月24日に出願している。ブラッシュはグラムの設計を基本としたが、周囲や輪の導線の一部が有効な磁界の外にあって、そのために熱を発していた。この設計を改良していき、環状電機子を元もとの円柱状ではなく円盤状にした。固定子は電機子の外周ではなく、円盤を両面から挟むように配置した。一方の面にS極の電磁石を2つとN極の電磁石を2つ配置し、電機子の円盤を挟んで反対側に反対の極の電磁石を配置している。Brush Electric Company が1881年に発売したダイナモの機種では、長さ89インチ、幅28インチ、高さ36インチで、重量は4,800ポンドであり、1分間に約700回転の速度で動作した。当時世界最大のダイナモと言われていた。これを使って40個のアーク燈を灯すのに、36馬力を必要とした。

### 電動機（モーター）の原理の発見
ダイナモは本来は発電機だが、電池や別のダイナモから直流を供給してやると電動機としても機能する事が判明した。1873年のウィーン万博で、グラムは彼のダイナモに偶然別のダイナモを接続して発電したらそのダイナモの軸が回転し始めたのに気づいた。実用的な電動機としては世界初の1つだった。さらにダイナモの効率を向上させるよう設計すると、電動機としての効率も向上することがわかった。隙間をなるべく無くし、多数のコイルと多数の整流子を使うグラムの設計は、実用的な直流電動機の設計の基本にもなった。
直流を生成する大型のダイナモを複数接続した場合、出力が弱いダイナモは他から電力を供給されて電動機として動作するようになってしまう。すると、ダイナモを駆動していた側に電動機としての出力が伝わってしまい、危険な状態が生じる可能性がある。結局これを解決するため、複数のダイナモの軸を複軸で相互接続し、同期運転するようになった。

### ダイナモとオルタネーター
交流の利便性が判明し、交流発電機が使われるようになると、「ダイナモ」という用語は直流の整流子発電機を表すようになり、交流の発電機はオルタネーターと呼ばれるようになった。

### 回転変流機の開発
発電機と電動機が同じ原理で、機械力と電力の相互変換を可能にするとわかり、回転変流機が考案された。

## 現代における利用
ダイナモは低電力用途、特に低電圧の直流が必要で、オルタネーターの出力を半導体整流器で変換するのでは効率的でない用途に使われている。また手回しクランク式ダイナモは、ラジオ、懐中電灯（LED）、携帯電話（USBポートで接続）などの二次電池を充電する用途に使われている。特に人間の動作を動力源として電力を得る様式のものは人力発電と呼ばれる。

### 自動車のダイナモ
自動車やオートバイでは、エンジンの力で発電し、バッテリー充電や電装品駆動などに必要な電力を発生する直流発電機のことを指した。現代では交流発電機であるオルタネーターに取って代わられている。過去には、セルモーターを兼ね、エンジン始動時には電動機、エンジン始動後は発電機となる「セルダイナモ」が存在し、軽自動車に広く採用されたほか、キック始動が主流であったオートバイへのセルフスタート普及の一翼を担った。

### 自転車のダイナモ
自転車の場合は、ライトを点灯させるために使われる。自転車のフレームに取り付け車輪（リムもしくはタイヤ）との接触によって回転力をえるリムダイナモタイプと、車輪に永久磁石を取り付ける非接触発電タイプ、およびハブにダイナモが組み込まれているハブダイナモタイプに分かれる。非接触発電を含め全て永久磁石（主にフェライト磁石）を使用した電磁誘導によって発電する。

#### リムダイナモ
安価な自転車に良く見られる、タイヤまたはリムに横から押し付け接触させるフリクションドライブを用いるタイプ（リムドライブ、タイヤドライブ）で、ボトルダイナモあるいはブロックダイナモとも呼ばれる。ランプの非点灯時は車輪から離しておき、点灯時にはレバー操作にてダイナモ自体をトーションバー・スプリングのようなばねの力でタイヤまたはリムに押し当て、車輪の回転によって発電力を得る。故障が少なく安価であるが、強い力で回転軸を密着させる必要があり、横から押し付けているフリクションドライブ機構上常に大きな伝達抵抗が発生することもあって、回転伝導効率においてもハブ内蔵タイプより相当悪い場合もある。交流式と直流式のものがある。
なおタイヤドライブには下ブリッジ付近などに装備してタイヤのトレッド面に真っ直ぐ押し当てるタイプもある。タイヤドライブ全般にはタイヤをすり減らすという欠点がある。

#### ハブダイナモ

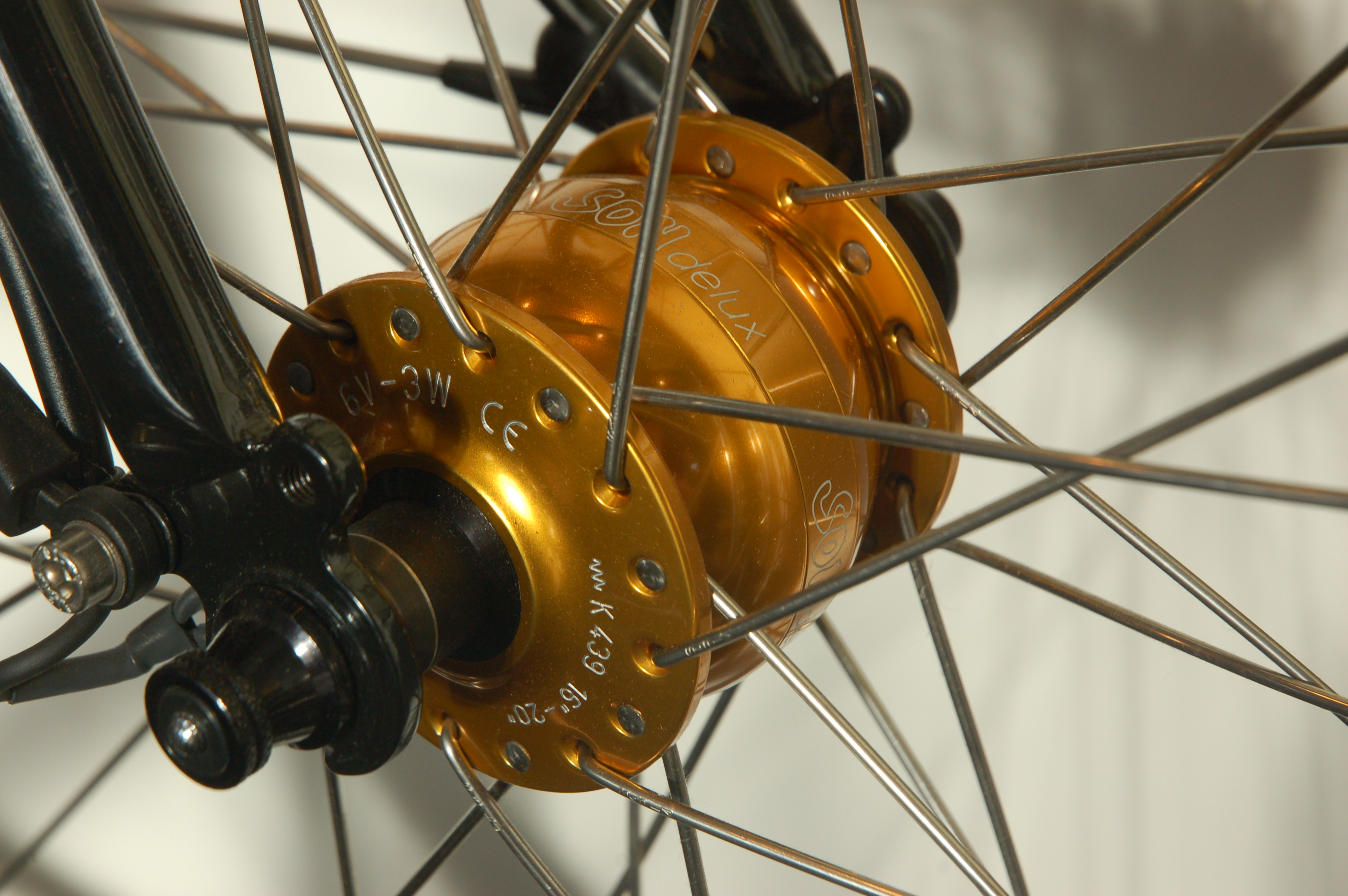
SONのハブダイナモ

ハブダイナモ（Hub dynamo）は、あらかじめ発電機を内蔵したハブを使用する。リムダイナモより大きなコイルを使用することができることから発電効率が高く、ペダルの重さに比較的影響が少ない利点がある。また、ハブに組み込まれているため常時回転しているが、CdSやフォトダイオード等の光センサーを用いたオートライト機能を使用し、自動スイッチによるライトの点灯・消灯を行ない作動をコントロールしている。回転していても電力消費がなければそのぶんの抵抗は発生しない（発電ブレーキ）。組み上げられた車輪の形でも販売されている。商品例としてシマノインターLがあり、古くはスターメー・アーチャーなどが製品化している。交流式である。

#### 非接触発電
前輪に取り付けた磁石が回転することによって、固定されたランプ本体のコイルが反応し、非接触で発電してライトが点灯する。従来のタイヤとローラーの接触によって発電するリムダイナモと違い、点灯時の音やペダルへの負担がほとんどなく、リムダイナモから取り替えることができるが、現行製品の発電能力自体はそう高くない。

### 懐中電灯・ラジオ・携帯電話のダイナモ
災害時などの非常用の懐中電灯・ラジオ・携帯電話に使われている。大抵は、ダイナモに接続されているレバーを手で回すことによって発電する。

## ギャラリー
ダイナモ各種
- - ヒポライト・ピクシーのダイナモ
  - 整流子は回転する磁石の下の軸に有る。
- - アントニオ・パチノッティのダイナモ
  - 1860年
- - ゼノブ・グラムのダイナモ
  - 1878年頃
- - ゼノブ・グラムのダイナモは平滑な波形を生成する
- - リムダイナモ
  - （自転車前輪部）
  - ボッシュ製
- - ハブダイナモ
  - （自転車前輪部）
  - シマノ製
- - 手回し式ダイナモを内蔵した懐中電灯

## その他
- 英語の口語での「ダイナモ」には、かなりくだけた言い方ではあるが「（電気を発するような）元気いっぱいの奴」という意味もある。
- サッカーにおいて非常に運動量豊富な選手を「ダイナモ」と称することがある。